# Martin Andresen
Martin Andresen, norveški nogometaš, * 2. februar 1977, Kråkstad, Norveška.
Andresen je nekdanji nogometaš, ki je igral na položaju obrambnega vezista.